# Sân bay Sant'Egidio
Sân bay Sant'Egidio (IATA: PEG, ICAO: LIRZ) là một sân bay gần Perugia, Italia.

## Các hãng hàng không và các tuyến điểm
- Air Alps (Milan-Malpensa, Olbia, Palermo)
- Ryanair (London-Stansted, Barcelona-Girona)

## Các hãng thuê bao
- Arbatax - Tortolì (TTB) 01/07/08 - 15/09/08 (Air Alps)
- Heraklion (HER) 15/07/08 - 09/09/08 (Aegean Airlines